# Posłowie na Sejm II RP z okręgu Warszawa
 Posłowie na Sejm II RP z okręgu Warszawa
Lista posłów  według kadencji

## Posłowie na Sejm Ustawodawczy (1919–1922)
- Norbert Barlicki (PPS)
- Gabriela Balicka-Iwanowska (ZLN)
- Stanisław Gustaw Brun (ZLN)
- Adam Chądzyński (NPR)
- Roman Dmowski (bezpartyjny)
- Edward Dubanowicz (ZLN)
- Ludwik Gdyk (ZLN)
- Izaak Grünbaum (WZPNŻ)
- Samuel Hirszhorn (WZPNŻ)
- Władysław Jabłonowski (ZLN)
- Zygmunt Kaczyński (ZLN)
- Julian Łabęda (ZLN)
- Dawid Hirsz Naumberg (WZPNŻ)
- Ignacy Jan Paderewski (ZLN)
- Feliks Perl (PPS)
- Nojach Pryłucki (Żydowski Demokratyczny Blok Ludowy)
- Chaim Rasner (KŻ)
- Aleksander Henryk de Rosset (ZLN)

## Posłowie na Sejm I kadencji (1922–1927)
- Norbert Barlicki (PPS)
- Gabriela Balicka-Iwanowska (ZLN)
- Tadeusz Błażejewicz (ChD)
- Jerzy Czeszejko-Sochacki (Komunistyczna Frakcja Poselska)
- Edward Dubanowicz (ZLN)
- Symforian Ksawery Drewnowski (ZLN)
- Ludwik Gdyk (ZLN)
- Stanisław Głąbiński (ZLN)
- Izaak Grünbaum (KŻ)
- Józef Haller (KChN)
- Maksymilian Apolinary Hartglas (KŻ)
- Konrad Ilski (ZLN)
- Rajmund Jaworowski (PPS)
- Eliasz Kirszbraun (BMN)
- Stefan Królikowski (KZPMW)
- Kazimierz Kujawski (ChZJN)
- Julian Łabęda (ChZJN)
- Antoni Eustachy Marylski-Łuszczewski (ChZJN)
- Walenty Michalak (NPR)
- Feliks Perl (PPS)
- Adam Pragier (PPS)
- Zofia Praussowa (PPS)
- Nojach Pryłucki (Żydowski Demokratyczny Blok Ludowy)
- Irena Puzynianka (ChZJN)
- Władysław Rabski (ZLN)

## Posłowie na Sejm II kadencji (1928–1930)
- Antoni Anusz (BBWR)
- Gabriela Balicka-Iwanowska (ZLN)
- Norbert Barlicki (PPS)
- Wacław Bitner (ChD)
- Tadeusz Błażejewicz (ChD)
- Henryk Brun (BBWR)
- Franciszek Gąsiorowski (ChD)
- Izaak Grünbaum (KŻ)
- Maksymilian Hartglas (KŻ)
- Edward Idzikowski (BBWR)
- Rajmund Jaworowski (PPS)
- Józef Kaźmierczak (PPS)
- Jan Nosek (PSL ,,Wyzwolenie”)
- Marceli Nowakowski (ZLN)
- Adam Pragier (PPS)
- Zofia Praussowa (PPS)
- Chaim Rasner (KŻ)
- Paweł Romocki (BBWR)

## Posłowie na Sejm III kadencji (1930–1935)
- Tomasz Arciszewski (PPS)
- Gabriela Balicka-Iwanowska (ZLN)
- Norbert Barlicki (PPS)
- Stanisław Burzyński (Komunistyczna Frakcja Poselska)
- Marian Chęciński (KFP)
- Jan Feller (PPS)
- Bolesław Gawlik (BBWR)
- Paweł Gettel (BBWR)
- Józef Gliński (BBWR)
- Natalia Greniewska (BBWR)
- Izaak Grünbaum (KŻ)
- Władysław Haas (BBWR)
- Edward Idzikowski (BBWR)
- Stanisław Kielak (BBWR)
- Ludwik Kulczycki (NPR)
- Aaron Lewin (Agudat Israel)
- Wacław Makowski (BBWR)
- Franciszek Maryański (KN)
- Paweł Minkowski (BBWR)
- Jan Nowodworski (KN)
- Franciszek Paschalski (KN)

## Posłowie na Sejm IV kadencji (1935–1938)
- Zygmunt Gardecki (PPS)
- Joszua Gottlieb (KŻ)
- Jan Hoppe (BBWR)
- Eugeniusz Jurkowski (BBWR)
- Marian Zyndram-Kościałkowski (BBWR)
- Roman Krukowski (BBWR)
- Wojciech Sosiński (BBWR)

## Posłowie na Sejm V kadencji (1938–1939)
- Stanisław Dąbrowski (OZN)
- Jan Gebethner (OZN)
- Eugeniusz Jurkowski (OZN)
- Stefania Kudelska (OZN)
- Jerzy Machlejd(OZN)
- Wacław Makowski (OZN)
- Mieczysław Orlański (OZN)
- Władysław Padacz (OZN)
- Wojciech Sosiński (OZN)